# Municipio de Villa Hidalgo (Zacatecas)
El municipio de Villa Hidalgo es uno de los 58 municipios del estado mexicano de Zacatecas. Su cabecera es la localidad de Villa Hidalgo.

## Geografía
El municipio de Villa Hidalgo está ubicado en el sureste del estado. Ocupa una extensión de 376 km² y limita al norte con el Estado de San Luis Potosí y el municipio de Pinos; al este con el municipio de Pinos; al sur con los municipios de Pinos y Noria de Ángeles; al oeste con el municipio de Noria de Ángeles y el Estado de San Luis Potosí.
La cabecera municipal es la localidad de mismo nombre, Villa Hidalgo, se encuentra en la ubicación 22°21′14″N 101°42′47″O / 22.35389, -101.71306, a una altura aproximada de 2160 m s. n. m.
Según la clasificación climática de Köppen el clima de Villa Hidalgo corresponde a la categoría BSk, (semiárido frío o estepario).

## Demografía
La población total del municipio de Villa Hidalgo es de 19 446 habitantes, lo que representa un crecimiento promedio de 0.52% anual en el período 2010-2020 sobre la base de los 18 490 habitantes registrados en el censo anterior. Al año 2020 la densidad del municipio era de 51,81 hab/km².
| Gráfica de evolución demográfica de Municipio de Villa Hidalgo entre 2000 y 2020 |
|                                                                                  |
| Fuente: Instituto Nacional de Estadística Geografía e Informática                |

En el año 2010 estaba clasificado como un municipio de grado bajo de vulnerabilidad social, con el 12.30% de su población en estado de pobreza extrema.
La población del municipio está mayoritariamente alfabetizada (10.03% de personas analfabetas al año 2010), con un grado de escolarización en torno a los 6.5 años. Sólo el 0.16% de la población se reconoce como indígena.
El 95.12% de la población profesa la religión católica. El 3.86% adhiere a las iglesias Protestantes, Evangélicas y Bíblicas.

## Localidades
Según el censo de 2010, la población del municipio se distribuía entre 48 localidades, de las cuales 36 eran pequeños núcleos de menos de 500 habitantes.
La evolución entre los censos de 2010 y 2020 de las localidades más pobladas fue:
| Localidad                                  | Población 2010 | Población 2020 |
| Total Municipio                            | 18 490         | 19 446         |
| Caballerías (Caballería Villa Hidalgo)     | 716            | 703            |
| Canoas                                     | 600            | 652            |
| Colonia José María Morelos                 | 1215           | 1317           |
| El Fraile                                  | 550            | 651            |
| El Refugio                                 | 1715           | 1797           |
| El Salitre                                 | 772            | 838            |
| El Tepetate                                | 711            | 620            |
| La Ballena                                 | 1341           | 1478           |
| La Lagunita                                | 536            | 514            |
| Presa de Valenzuela (Laguna de Valenzuela) | 742            | 783            |
| Providencia                                | 720            | 857            |
| Villa Hidalgo (Cabecera municipal)         | 4617           | 4851           |

## Economía
Según los datos relevados en 2010, 2205 personas desarrollaban su actividad en el sector primario (agricultura, ganadería, aprovechamiento forestal, pesca y caza) y 502 estaban ocupadas en el comercio minorista. Estos sectores concentraban prácticamente la mitad de la población económicamente activa del municipio, que ese año era de 5200 personas.
Según el número de unidades activas relevadas en 2019, los sectores más dinámicos son el comercio minorista, los servicios generales no gubernamentales y los servicios de alojamiento temporal y de preparación de alimentos y bebidas.

## Educación y salud
En 2010 el municipio contaba con escuelas preescolares, primarias, secundarias, dos escuelas de educación media (bachilleratos) y una escuela de formación para el trabajo. Contaba con 7 unidades destinadas a la atención de la salud, con un total de 16 personas como personal médico.

El 27.4% de la población, (5748 personas), no había completado la educación básica, carencia social conocida como rezago educativo. El 36.1%, (7578 personas), carecía de acceso a servicios de salud.

## Monumentos históricos
Por su valor histórico o arquitectónico se destacan:
- Templo de Santa Rita de Casia
- Fachada de la primera escuela que existió en el pueblo
- Presa del cedazo
- Exhacienda mezcalera de El Refugio
- Exhacienda de Presa de Valenzuela
- Exhacienda de La Ballena

## Personas destacadas
En la historia del municipio han existido algunas personas que destacaron por su colaboración en el desarrollo de este en áreas como el desarrollo social, la educación, entre otros. A continuación se enumeran los más destacados, así como sus aportes al municipio.
- Gorgonio Gaytán: Uno de los primeros hombres ilustres que aparecen en la historia de Villa Hidalgo. En el año de 1868, mientras fungía como Comisario de la entonces Congregación de Santa Rita logro que se estableciera en un terreno de su propiedad la primera escuela del lugar.

- J. Marcos Sánchez Ponce: En 1918 fue administrador de la fábrica de la Hacienda del Refugio, teniendo un sueldo completamente raquítico. Posteriormente fue él consiguió el ejido de Villa Hidalgo con auxilio de personas de las comunidades de El Tepetate, Rancho de Los López y La Mocha; y de esta manera se consiguió parte del actual ejido. En el año de 1934 dicho personaje se dedicó al magisterio no solo en Villa Hidalgo sino en comunidades de otros municipios del Estado de Zacatecas hasta el día de su muerte.

- José Pérez Díaz: Nació el 18 de septiembre de 1900, fue un hombre honesto y trabajador, destacó por su participación política en el municipio, habiendo ocupado el puesto de presidente municipal en 1948, así como los puestos de Juez y Jefe de la Defensa del Municipio.

- Federico Renovato Salas: Nació en 1893. En 1915 ingresó a las filas de la Revolución. Formó parte de las tropas huertistas obligado por el gobierno, de la cual salió ileso y tomado prisionero por los villistas; tiempo después fue puesto en libertad. Posteriormente regresó a su tierra natal, dedicándose a desempeñar su trabajo como herrero.